# しゅがてん!-sugarfull tempering-

『しゅがてん!-sugarfull tempering-』（英: Sugar Sweet Temptation）は、Recetteより2017年2月24日に発売された18禁美少女アドベンチャーゲームである。

## ストーリー

### プロローグ
妖精が住むという不思議な町、笛谷（ふえや）町は、年に一度ダイヤモンドダスト現象が起こることで知られている。その夜は妖精の夜と呼ばれており、その夜は町に幸せが起こると信じられている。
町の郊外にある小さな洋菓子屋、フォルクロールは、パティシエのおじいさんによって何十年にもわたって続いてきたが、ケガによって入院を余儀なくされ、経営の雲行きが怪しくなっていた。ある妖精の夜の日、おじいさんの孫である古倉めるとその友人でありフォルクロールの店員の聖代橋氷織は願い事をするために町に出た。町からフォルクロールへと帰ってくると、二人は屋根から落ちてきた男を発見した。

### 共通シナリオ
翌朝、男が記憶を失っていることが分かる。着ていたコートから出てきた濡れた紙切れに「山田九郎」と書かれていたことから、男は劇中でクロウと呼ばれることになる。さらに翌日、屋根から降りられなくなった女の子のショコラと出会うが、彼女の兄のガトーに、店の経営難やそもそも営業を取りやめていることから店を買収されかける。買収を阻止するために急遽営業を再開することになったが、営業中にめるがショコラ達にコーヒーをこぼしてしまったのをきっかけにショコラがフォルクロールの店員となり、ガトーがショコラに懐柔されるような形で買収の話は白紙となった。

### エピローグ
（全員のシナリオを読み終わると解放される。）

冬の終わりごろ、ぎっくり腰で入院していた古倉店長の退院が決まり、店に戻って復職することが決まる。そんなある日、いつものようにショコラが屋根から降りられなくなっていて凍えていたところをクロウが通りかかり、める達と出会ったときに来ていた真っ赤なコートを着せて暖をとらせた。併せて進む回想シーンではあいらが「山田九郎」と彼の名を呼んだことから、彼の正体がサンタクロースであることが明らかになった。

## 登場人物

### 主人公
クロウ
本作の主人公。序盤ではフォルクロールの屋根から落ちているところをめる達に目撃される。
める達と出会ったときは記憶を失っており自分の名前も分からなかったが、彼のジャケットに入っていた紙を見ためるが「クロウ」と呼ぶことにした。
記憶を失っていたにも関わらずケーキ作りに造詣があったため、める達とケーキを作ることを決意した。

### ヒロイン
古倉める (CV: くすはらゆい)
フォルクロール店長であるおじいさんの孫。店長代理を任されており、経営を続けるために奮闘している。
何事にも興味があり、クロウの過去を探るために彼をフォルクロールの店員にすることを決めた。

聖代橋氷織 (CV: 杏子御津)
フォルクロールの店員。学校に近いということから、居候している。
手先が不器用でケーキ屋であるにも関わらず甘いものが苦手だが、真面目な性格である。
ショコラ・ネージュ (CV: 藤咲ウサ)
フォルクロールを買収しようとしている大企業の社長令嬢。
兄のガトーと共にフォルクロールを閉店に追い込むが、ケーキを食べてからは店員として働くなどすっかりフォルクロール側の立場になった。

### サブキャラクター
村崎小町 (CV: 鈴谷まや)
フォルクロールの隣に住んでいて、しばしばフォルクロールに訪れる。
劇中ではよく玄関前の掃除や雪かきをしている。

森都あいら (CV: 成瀬未亜)
なぜかクロウのことを敵視している女性。
犬を多頭飼いしており、なぜかめるのことを好いている。

ガト・ネージュ (CV: 七ヶ瀬輪)
ショコラの兄。家のためにフォルクロールを潰そうとする。
しかしながら、ショコラと同様ケーキを食べてからはフォルクロールを潰すことを時に忘れる。